# Dreamy success
「dreamy success」（ドリーミー・サクセス）は、2007年8月22日に発売されたMY LITTLE LOVERの19枚目のシングル。レーベルはavex trax。

## 収録曲
1. dreamy success
 （作詞：akko 作曲：松浦友也 編曲：安達練）
2. jelly fish
 （作詞：akko 作曲・堀込泰行 編曲：森俊之）
3. くちびる
 （作詞：akko 作曲：森俊之,古川昌義,akko 編曲：森俊之,古川昌義）
4. dreamy success (instrumental)
5. jelly fish (instrumental)

## 収録アルバム
- アイデンティティー (#1,2,3)
- Best Collection (#1)